# Yuki Hatanaka
Yuki Hatanaka (født 26. oktober 1993) er en japansk fodboldspiller.
Han har spillet for flere forskellige klubber i sin karriere, herunder Blaublitz Akita og Fujieda MYFC.